# 角圭子
角 圭子（すみ けいこ、1920年10月31日 - 2012年10月29日）は、日本の作家、ロシア文学者。
東京都生まれ。本名・石山芳。日本女子大学校国文科中退。ロシア文学を研究し、ほか小説を執筆した。1967年『大正の女』で小説新潮賞候補。

## 著書
- 『愛と人生の苦悩の中から』青春出版社・青春新書　1959
- 『大正の女 ある女流画家の生涯』弘文堂フロンティア・ブックス　1966
- 『朝鮮の女』サイマル出版会　1972
- 『太柏の妻』れんが書房　1973
- 『鄭雨沢の妻 「さよなら」も言えないで』サイマル出版会　1996
- 『美の心 角圭子作品集』本の泉社　2010

## 翻訳
- オリガ・ベルゴリツ『昼の星』新日本出版社　1963　世界革命文学選

## 参考
- 『文藝年鑑2011』
- 文藝家協会ニュース2012年11月（訃報）